# Otilie Davidová

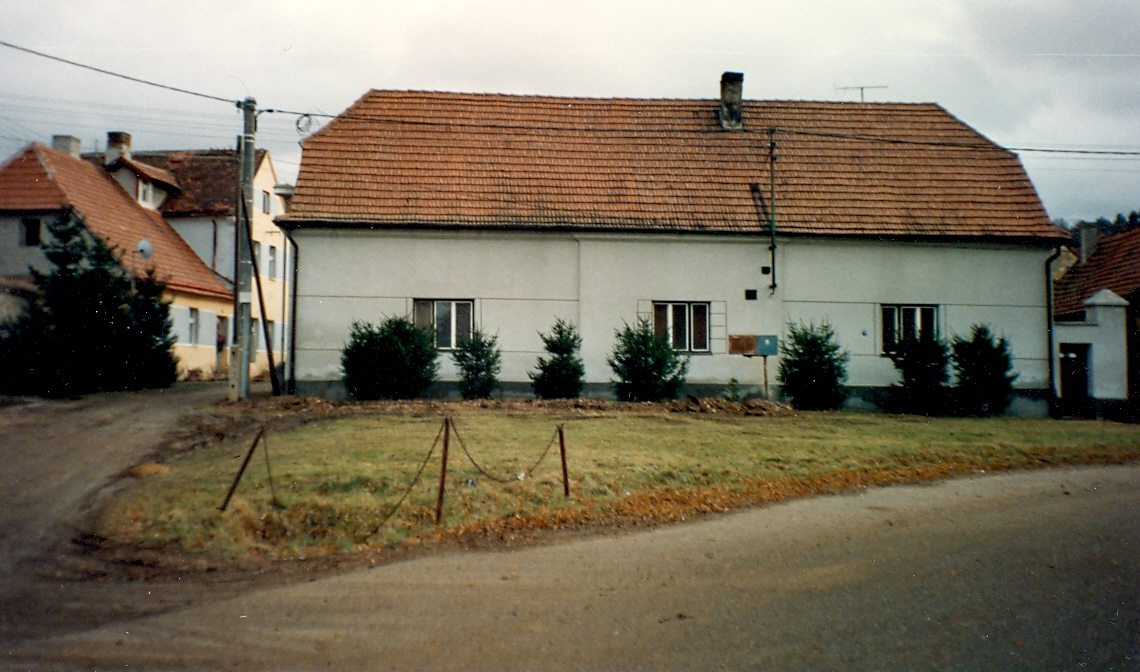
Dům čp. 6 v Siřemi, patřící v době Kafkova pobytu Hermannovým

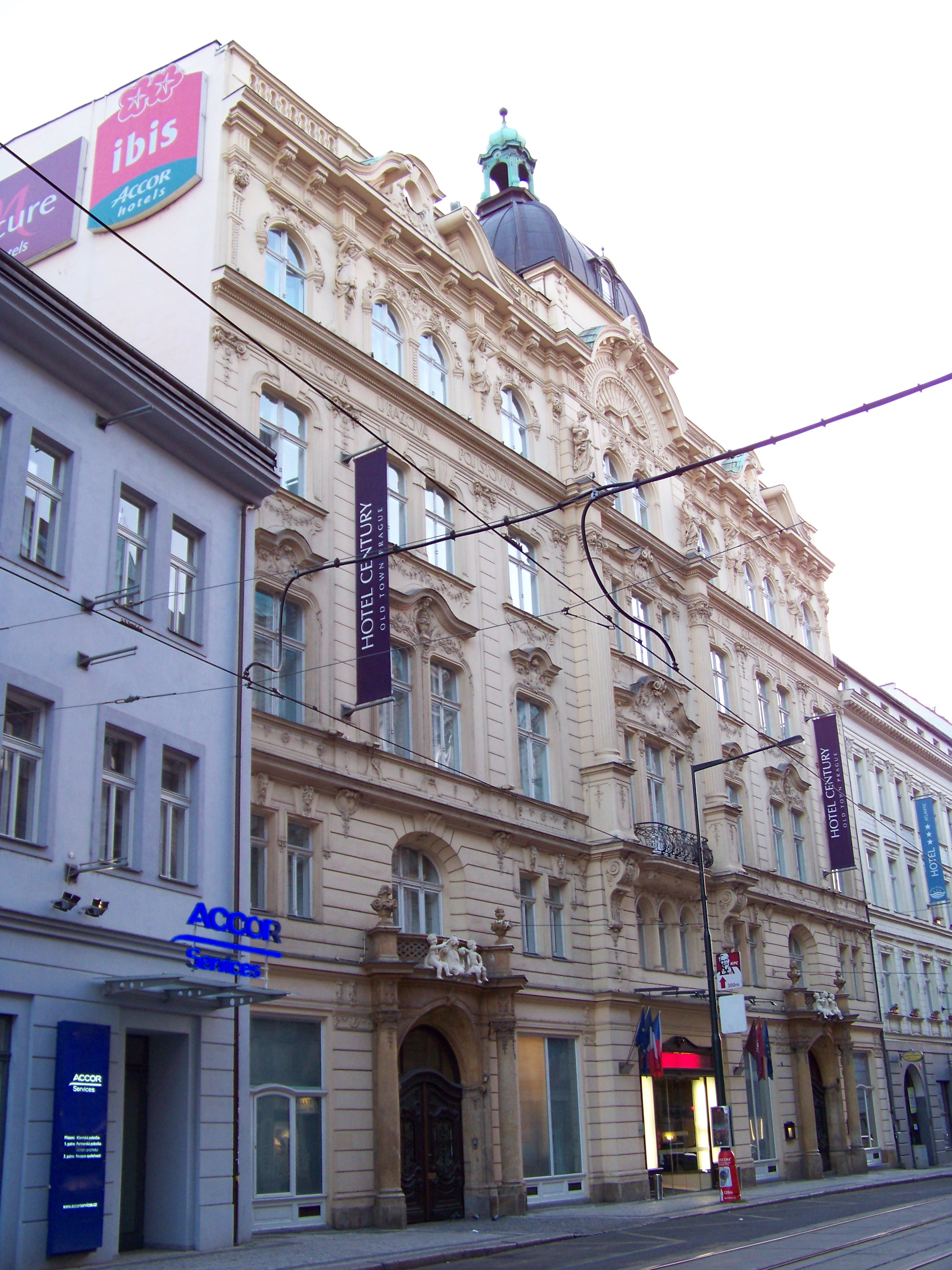
Ulice Na poříčí. Dělnická úrazová pojišťovna pro Království české, č. p. 1075, č. o. 7, novobarokní stavba z roku 1894 (A. Wertmüller)

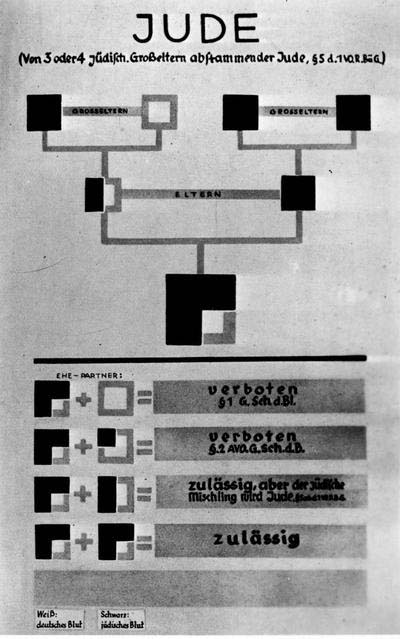
Graf z norimberských zákonů z roku 1935 definující zakázané a povolené svazky Židů a Němců. (Zulassig znamená Povoleno a Verboten znamená Zakázáno)

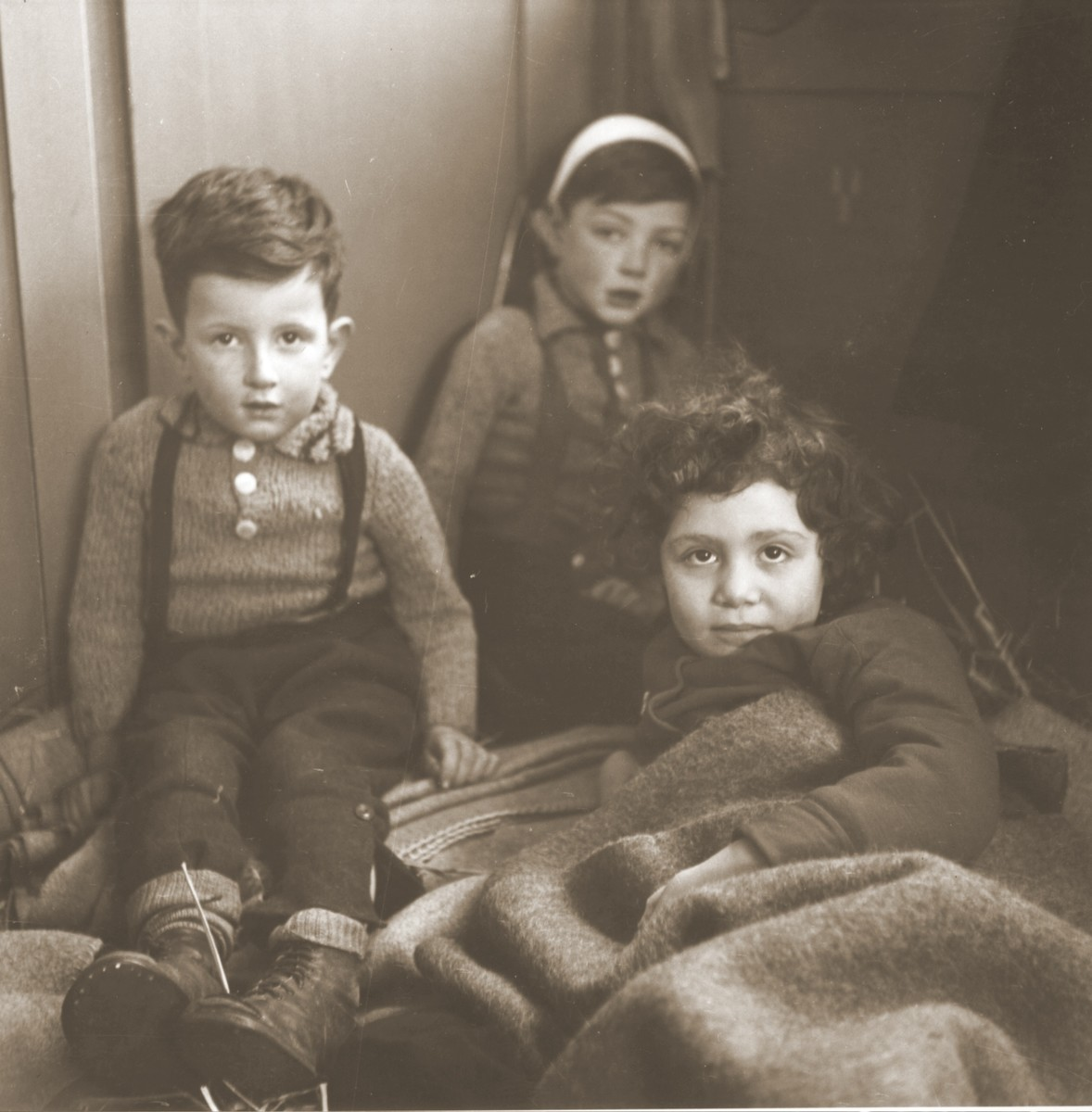
Tři zachráněné židovské děti v terezínském ghettu (11. února 1945)

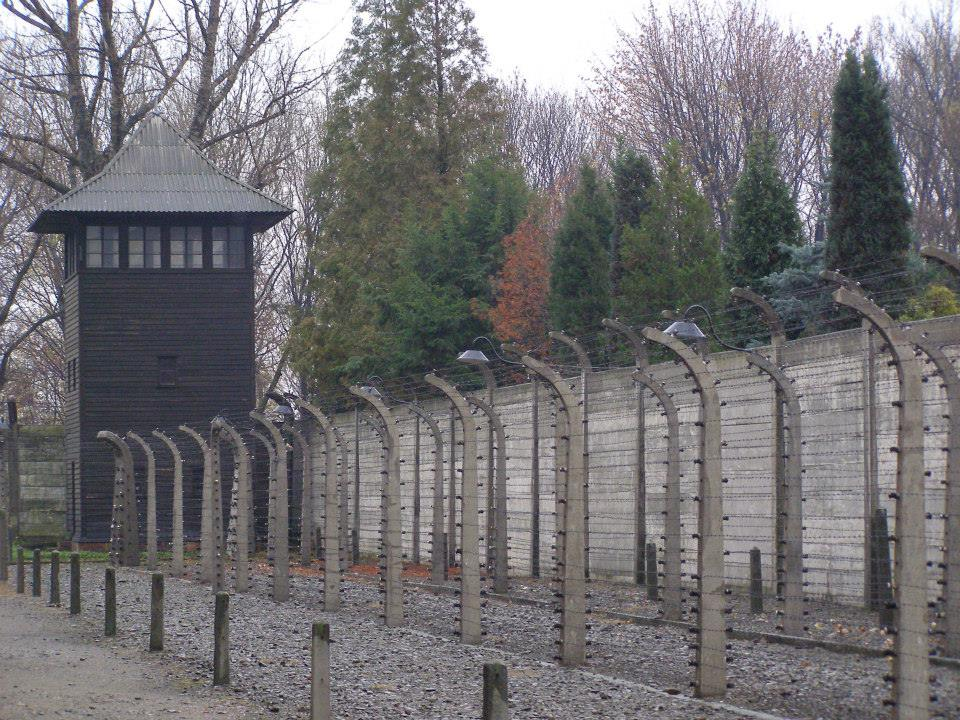
Strážní věž s plotem – KT v Osvětimi (2014)

Otilie Davidová (29. října 1892, Praha – 7. října 1943, KT Auschwitz); domácky Ottla, za svobodna Ottilie (Otilie) Kafka; provdaná Ottilie (Otilie) David; byla nejmladší ze tří sester spisovatele Franze Kafky. Byla jeho nejbližší příbuznou, podporovala jej v obtížných dobách a Franz Kafka ji měl ze všech svých sester v největší oblibě. Jejich korespondence byla zveřejněna pod názvem Dopisy Ottle a rodině.

## Život

### Rodinné zázemí
Ottilie Kafka, v rodině nazývaná familiárně Ottla, se narodila v 29. října 1892 v Praze do středněstavovské rodiny aškenázských židů. Její otec byl židovský velkopodnikatel s galanterií Hermann Kafka (1852–1931). Její matkou byla Julie Kafka (1856–1934, svatba v září 1882), dcera Jakoba Löwyho, sládka v Poděbradech. Ottilie měla celkem tři sourozence, jimiž byli:
- bratr Franz Kafka (1883–1924)
- sestra Gabriele Kafka („Elli“) (* 22. září 1889 – 1942, Vyhlazovací tábor Chełmno;[6]) – provdaná Herrmann (manžel: Karel Hermann)
- sestra Valerie Kafka („Valli“) (* 25. září 1890 – 1942, Vyhlazovací tábor Chełmno;[6]) – provdaná Pollak (manžel: Josef Pollak).[7]

### V Siřemi
Franz Kafka pomohl Ottle získat vzdělání na zemědělské škole. Ottla žila a pracovala na zemědělském statku svého švagra Karla Hermanna v západočeské vesnici Siřem (německy Zürau; část města Blšany v okrese Louny). V letech 1917 až 1918 zde Ottla poskytla svému bratrovi útočiště pro tvorbu, když zde mohl psát svou sbírku později nazvanou Aforismy. Franz Kafka žil na Hermannově statku od září 1917 do konce dubna 1918, v té době již trpěl tuberkulózou. (Během této doby zde Franz Kafka napsal Die Zürauer Aphorismen).

### Josef David
Proti vůli svého otce Hermanna Kafky se Ottilie (jako jediná z Kafkových sester) v červenci roku 1920 provdala za Čecha JUDr. Josefa Davida (1891–1962), byl katolického vyznání a pracoval jako advokát v Praze na vysokém úřednickém místě v resortu pojišťovnictví. (JUDr. Josef David převzal vedení České asociace soukromého pojištění. Ottilie se dokonce kvůli svému manželovi naučila česky.) Dne 27. března 1921 v Praze se manželům Davidovým narodila dcera Věra Davidová (provdaná Saudková) (1921–2015), která se později stala redaktorkou a překladatelkou z němčiny do češtiny. Dne 10. května 1923 se jim narodila druhá dcera Helena Davidová, provdaná Kostrouchová (respektive Rumpoltová) (1923–2005), pozdější lékařka v Kašperských Horách. Věra a Helena Davidovi byly neteře Franze Kafky. Franz sledoval, jak jeho neteře vyrůstají. Zemřel v červnu 1924, když byly Věře tři roky a Heleně byl jeden rok.
Manželství Ottilie a Josefa nebylo šťastné. Podle pozdějšího vyjádření jejich dcery Věry Davidové (provdané Saudkové) si její otec Josef přál vést „dobrý měšťácký život“, zatímco její matka Ottilie chtěla domácnost, kde by sociálně znevýhodnění mohli vždy „dostat misku polévky“. Vzhledem k tomu, že se Ottla provdala za góje, tedy nežida, byla tím dočasně chráněna před deportačními důsledky plynoucími později z norimberských zákonů. Ani situace jejího manžela Josefa ovšem za protektorátu nebyla snadná. Jelikož byl podle nacistické rasové ideologie považován za „pokaženého židovstvím“ (německý výraz: „jüdisch versippt“), musel počítat se ztrátou zaměstnání. Hrozila mu také internace do „tábora pro árijské manžely židovských žen“ (německy: „Lager für arische Ehemänner jüdischer Frauen“) v Bystřici u Benešova. V únoru roku 1940 podal JUDr. Josef David žádost o rozvod a v srpnu roku 1942 bylo jeho manželství s Ottilií rozvedeno. Jejich dcery Věra a Helena se o rozvodu svých rodičů nedozvěděly, nejspíše proto, že rozvod byl konsensuální.
Ottilie rozvodem ztratila ochranu před uplatněním norimberských zákonů na její osobu. Zároveň ale tímto formálním aktem odloučení od manžela přestala ohrožovat svým židovským původem jak svého árijského muže, tak i svoje dvě dcery Věru a Helenu.

### Terezín
Po obsazení Československa německou armádou po 15. březnu 1939 začaly být postupně na územích okupovaným Německem aplikovány norimberské zákony. V Protektorátu Čechy a Morava byly principy zakotvené v těchto zákonech poprvé použity v Nařízení Říšského protektora v Čechách a na Moravě o židovském majetku ze dne 21. června 1939. Jako mnoho jiných pražských Židů byla i Ottilie a obě její sestry Gabriela a Valerie během trvání protektorátu deportovány nacisty do židovských ghett. Elli a Valli byly koncem října roku 1941 deportovány (se svými rodinami) do lodžského ghetta, a pak do Chelmno kde zahynuly (přesná data úmrtí nejsou známa).
Ottilie byla deportována 3. srpna 1942 transportem AAw číslo 643 (pod osobním registračním číslem 5285) z Prahy do terezínského ghetta, kde pracovala jako ošetřovatelka v chlapeckém domově (pečovatelka v dětském domově). Za pomoci českého četníka mohla Ottilie pašovat z terezínského ghetta dopisy adresované svým dcerám. Těm byl do ghetta vstup zakázán, obě žily u Karla Projsy (přítel Davidových z komunistické mládežnické organizace a raný obdivovatel Franze Kafky) a druhou světovou válku přežily.
Koncem srpna roku 1943 dorazil do Terezína transport asi 1 200 polských židovských dětí z města Bělostok (Podleské vojvodství v severovýchodním Polsku). Děti přežily povstání v tamějším židovském ghettu, byly v zuboženém stavu a byly umístěny v přísné izolaci za hradbami terezínské pevnosti (v tzv. Krétě). Neoficiálně se mělo za to, že tyto děti mají být nacisty vyměněny ve Švýcarsku nebo ve Švédsku za německé zajatce.
Dne 5. října 1943 Ottilie doprovázela skupinu polských židovských dětí jako dobrovolný asistent při jejich transportu do Osvětimi. Když transport o dva dny později (7. října 1943) dorazil do koncentračního tábora Auschwitz–Birkenau v Osvětimi, byli všichni vězni (i s doprovodem 52 zdravotních sester) zavražděni (zplynováni) v plynových komorách.

## Korespondence s Franzem Kafkou
Korespondence mezi Franzem Kafkou se zachovala a byla poprvé publikována v roce 1974 (v angličtině) pod titulem Dopisy Ottle & rodině (Letters to Ottla & the Family, autoři: Hartmut Binder a Klaus Wagenbach). V lednu 2011 bylo oznámeno, že originály těchto dopisů by měly být draženy v dubnu 2011 jako „balíček“ v berlínské aukční síni. Archiv německé literatury v Marbachu (Deutsches Literaturarchiv Marbach) v únoru 2011 doufal, že jej bude možné získat s pomocí soukromého sektoru; v dubnu 2011 jej tento archiv (spolu se Bodleyovo studijní knihovnou v Oxfordu) získal. Poděkování směřovalo především k Otiiliným dědicům, kteří byli ochotni prodat dopisy ještě před dražbou a také všem těm, kteří kteří pomáhali při získávání potřebných finančních prostředků, včetně jednoho velkorysého dárce, který na vlastní žádost zůstal skryt v anonymitě a který pomohl s rozběhem fundraisové kampaně.

## Ottilie v umění
- 1999 - Eine Gemeinschaft von Schurken. Kantáta na paměť Ottly David-Kafka. Autor: Vojtěch Saudek (vnuk), premiéra Stephanie Haas (mezzosoprán), dirigent Gregory James
- 2016 – Ottla. Životopisná rozhlasová hra o sestře Franze Kafky. Autor: Petr Balajka; Hudba: Kryštof Marek; Dramaturg: Hynek Pekárek; Režie: Dimitrij Dudík; Český rozhlas, 2016
- 2018 – Balajka, Petr. Ottla. Vydání první, Praha: Nakladatelství Franze Kafky, 2018; 186 stran ISBN 978-80-86911-51-9.[pozn. 11]
- 2019 – Balajka, Petr. Ottla Kafka. Das tragische Schicksal der Lieblingsschwester Franz Kafkas. (Ottla Kafková. Tragický osud oblíbené sestry Franze Kafky) Hamburg: tredition Verlag, 2019; 244 stran; Přeložil Werner Imhof. ISBN 978-3-7497-7177-6. (Německý překlad románu Ottla vydaného v roce 2018)

## Pamětní deska v Terezíně
Na západní straně Muzea ghetta v parku terezínských dětí se nachází pamětní deska, věnovaná trojici dětských vychovatelek působících v ghettu: Ottle Kafka–David, Friedl Dicker–Brandeis a Luise Fischer. Autorem pamětní desky je český výtvarník a vysokoškolský pedagog Kurt Gebauer. Pamětní deska byla odhalena 12. listopadu 1998 a text na ní je uveden ve třech jazycích (česky, anglicky, německy; zde uvádíme jen českou část):
IN MEMORIAM // 

OTTLA KAFKOVÁ–DAVIDOVÁ / 1892–1943 / NEJMLADŠÍ SESTRA FRANZE KAFKY //

FRIEDL DICKER–BRANDEISOVÁ / 1898–1944 / VÝTVARNICE A PEDAGOŽKA //

LUISA FISCHEROVÁ / 1905–1944 / TAJEMNICE ČS. ČERVENÉHO KŘÍŽE //

A VŠICHNI, KDO V TEREZÍNSKÉM GHETTU PEČOVALI O DĚTI /

A BYLI ZAVRAŽDĚNI NACISTY

## Nový židovský hřbitov
Franz Kafka je pohřben v rodinné hrobce na Novém židovském hřbitově na pražském Žižkově (Izraelská 1). Je tam pohřben i jeho otec a matka. Jeho tři sestry, které zahynuly v nacistických koncentračních táborech na území okupovaného Polska, tam mají pamětní desku. Na ní je napsán následující text:
NA PAMĚŤ SESTER VÝZNAMNÉHO PRAŽSKÉHO /
 ŽIDOVSKÉHO SPISOVATELE, FRANZE KAFKY /
 ZAHYNULÝCH ZA NACISTICKÉ OKUPACE /
 V LÉTECH 1942-1943 //

 GABRIELA HERRMANNOVÁ NAR. 22.9.1889 //
 VALERIE POLLÁKOVÁ NAR. 25.9.1890 //
 OTILIE DAVIDOVÁ NAR. 29.10.1892

 , text na pamětní desce na Novém židovském hřbitově, 

## Galerie

Rodina Kafkova
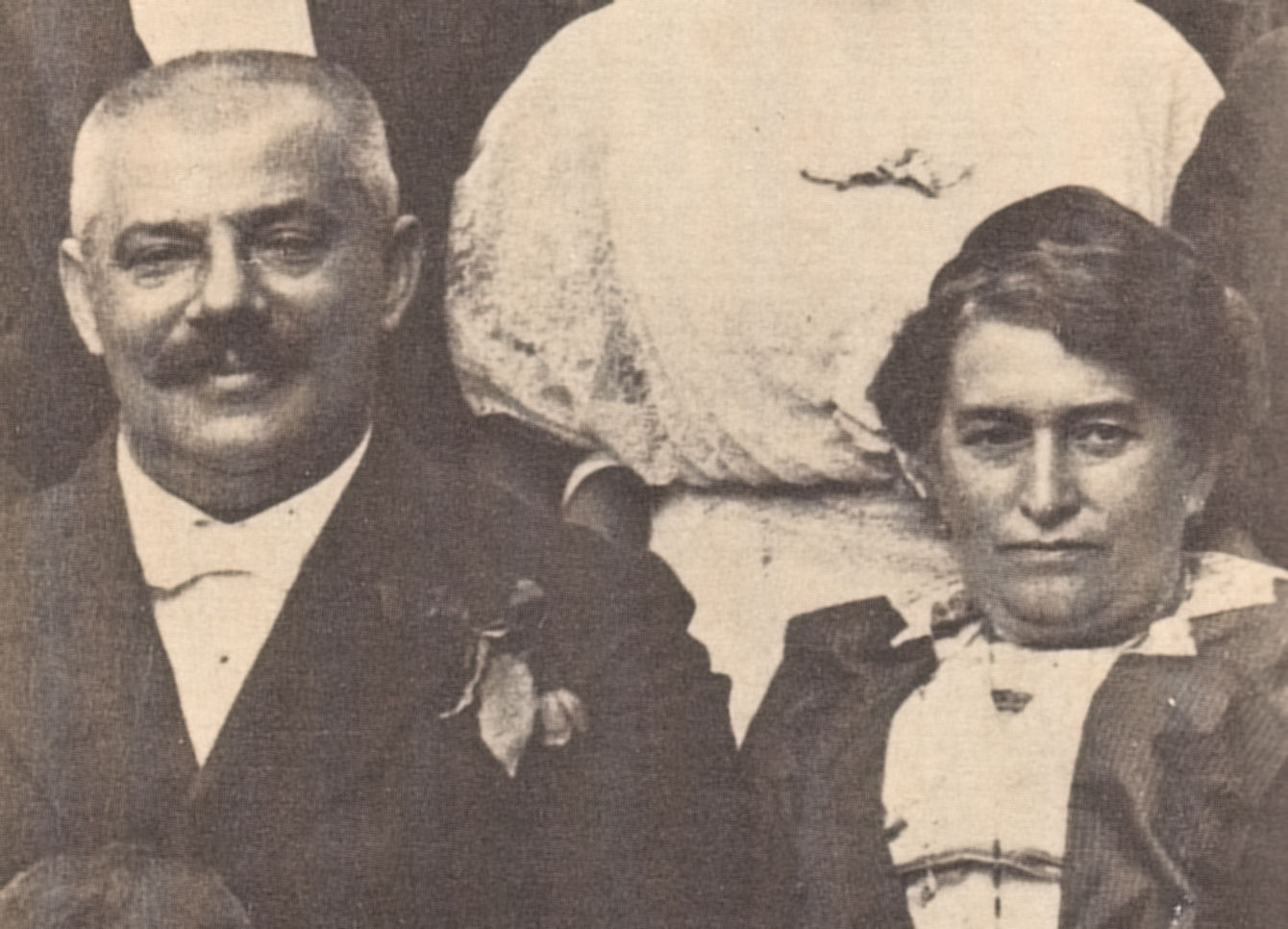
Rodiče Otilie (kolem roku 1913): Hermann Kafka a Julie Kafka
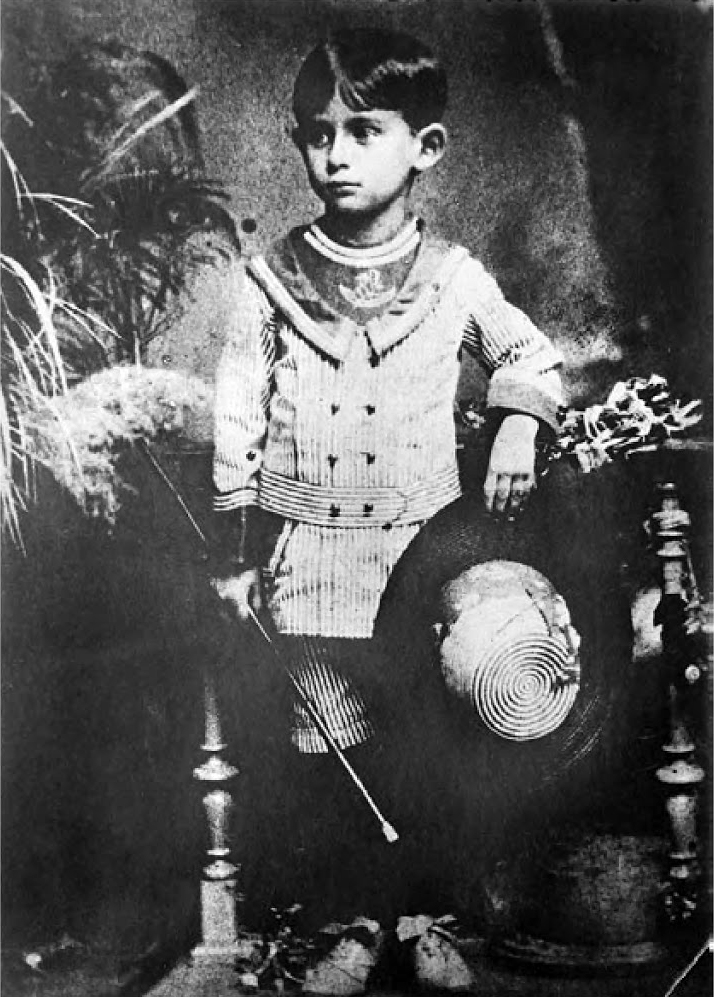
Bratr Otilie: Franz Kafka (kolem roku 1888)
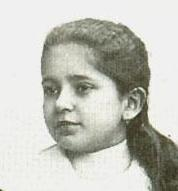
Sestra Otilie: Gabriele Kafka („Ellie“) (kolem roku 1898)
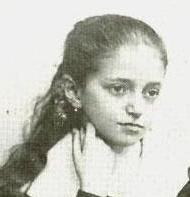
Sestra Otilie: Valerie Kafka („Valli“) (kolem roku 1898)
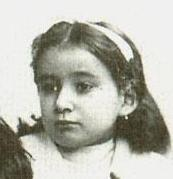
Otilie Kafka („Ottla“) (kolem roku 1898)
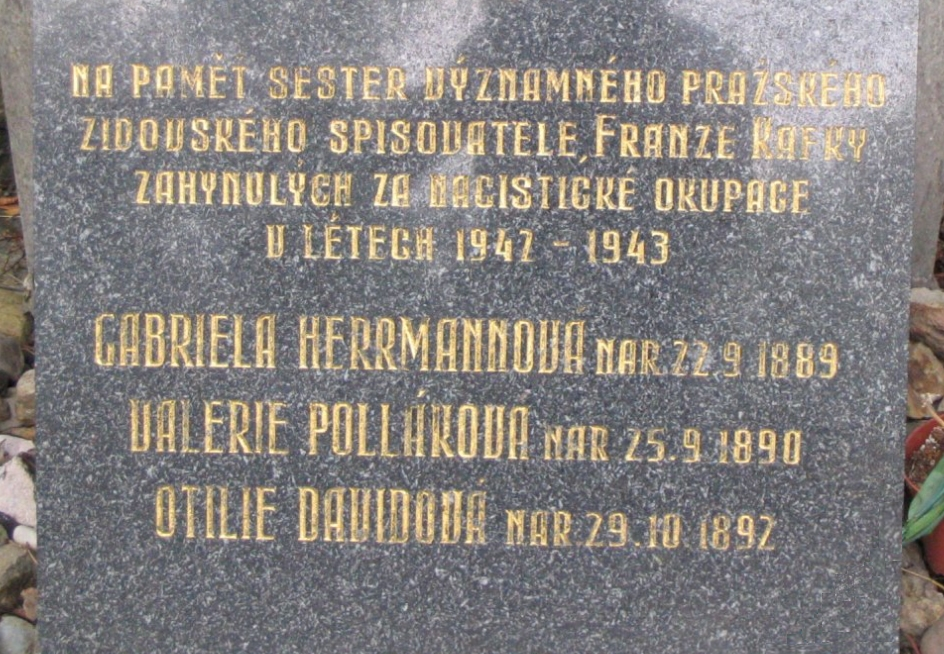
Pamětní deska tří Kafkových sester na Novém židovském hřbitově v Praze